# Görvel Fadersdotter (Sparre)
Görvel Fadersdotter (Sparre), född på Hjulsta i Uppland 1517 (årtalet 1509 finns också uppgivet), död på Börringekloster i Skåne 20 april 1605, var en svensk-dansk godsägare och länsman.

## Biografi
Görvel Fadersdotter var dotter till Fader Nilsson (Sparre) till Hjulsta och Ängsö (död 1520) och Bodil Knutsdotter (Tre Rosor) från Norge. Görvel gifte sig 1532 med svenska riksrådet Peder Nilsson Grip (1507–1533), 1534 med danska riksrådet Truid Gregersen Ulfstand (1487–1545) och 1547 med danska riksrådet Lave Brahe (1500–1567). Hon fick ett barn, Nils Ulfstand (1535–1548), död i pesten under en utlandsresa med sin styvfar. 
Görvel Fadersdotter blev tidigt föräldralös, och ärvde stora gods av båda föräldrarna. Hon ärvde 200 gårdar i Norge och Danmark när modern dog; modern var av den stora Giskeätten i Norge. Hennes morfar var Knut Alvsson, som ärvde jordegendomarna från sin mor Magnhild Oddsdotter. Knut Alvsson gjorde i samverkan med svenskarna uppror mot den danske unionskungen, och dödades 1502 i samband med detta. Jordegendomen var då den största i Norge. På grund av Alvssons motstånd mot den danske kungen och att han inte hade några manliga arvingar drogs egendomen in till den danska kronan. Den återlämnades till hans barnbarn Görvel Fadersdotter.
I samband med sitt andra äktenskap flyttade hon från Sverige till Varbergs slott i Halland, där maken var länsman: under Grevefejden hölls hon under 14 månader 1535 fången på Varbergs slott. Görvel tvingades bemöta många juridiska anspråk på sina egendomar från norska och svenska släktingar samt från sina styvbarn, och på 1530-talet fick hon danske monarken utsedd till sin förmyndare för att beskydda hennes intressen. Från sonens död 1548 utövade hon fullständig kontroll över sina gods. År 1574 avstod hon från att återkräva kronans lån på 8 000 daler och blev då länsman på Verpinge hovedgård (Trolleberg), och 1582 mottog hon förläningarna Börringekloster, Frosta härad samt ett par mindre län i utbyte mot 250 av sina norska gårder; åren 1586 och 1599 skänkte hon ytterligare norska gårder till kronan, sammanlagt 600, fördelade på de tre norska godsen i det Nordenfjeldske Norge; Giskegodset, Finnegodset och Bjarkøygodset och 1601 gjorde hon den danske monarken Kristian IV till arvinge av alla sina danska och svenska gods. Hennes svenska gods hade konfiskerats under Nordiska sjuårskriget 1563–1570, men återskänktes 1603 vid det dansk-svenska gränsmötet vid Flakkebäck. Hon var från 1530-talet till sin död en ofta sedd gäst vid danska hovet, och mottog som änka ofta monarken som gäst. Hon bodde företrädesvis på Börringekloster i Skåne, där hon tog emot adliga flickor för uppfostran.
Görvel Fadersdotter uppges ha varit duktig och förståndig, med ambitionen att "lära sig att räkna som en fogde, snickra som en snickare, tänka som en professor, rita hus som en arkitekt och odla som en jordbrukare". Hon uppges ha lyckats med detta, bland annat ritade hon Torups slott i Skåne. I Lund uppförde hon den byggnad som idag kallas Stäket. Hon skötte aktivt sina gårdar med hjälp av duktiga förvaltare. Till Norge kom hon dock bara en gång i livet.
Görvel Fadersdotter begravdes utanför Lunds domkyrka, hade gravkor inne i kyrkan, men flyttades ut på 1920-talet. En ring som fanns med i graven finns i dag på Skokloster slott, enligt uppgift.